# Учасники російсько-української війни Ю
Учасники російсько-української війни, прізвища яких починаються з літери Ю:
1. Юденич Дмитро Юрійович
2. Юденко Дмитро Анатолійович
3. Юденко Євгеній Анатолійович
4. Юдін Віталій Валерійович
5. Юдін Денис Русланович
6. Юзвак Олексій Віталійович
7. Юзьков Руслан Володимирович
8. Юла Юрій Андрійович
9. Юлдашев Темур Дамірович
10. Юнгє Жан Геннадійович
11. Юрдига Олег Степанович
12. Юра Мар'ян Іванович
13. Юраш Владислав Юрійович
14. Юревич Роман Богданович
15. Юріс Юраш
16. Юричко Володимир Володимирович
17. Юрічук Роман Сергійович
18. Юркевич Андрій Михайлович
19. Юрків Андрій Миколайович
20. Юрковець Ігор Володимирович
21. Юров Олександр Олександрович
22. Юровський Євген Олександрович
23. Юрченко Андрій Леонідович
24. Юрченко Валерій Вікторович
25. Юрченко Владислав[1]
26. Юрченко Анатолій Васильович
27. Юрченко Володимир Петрович
28. Юрченко Ігор Петрович
29. Юрченко Микола Олексійович
30. Юрченко Олег Володимирович
31. Юрченко Олександр Олегович
32. Юрченко Олексій
33. Юрченко Павло Юрійович
34. Юрченко Юрій Валерійович
35. Юрченко Юрій Леонідович
36. Юрчик Олег Дмитрович
37. Юрчик Сергій Вікторович
38. Юрчик Юрій Олександрович
39. Юрчишин Мирослав-Володимир Володимирович
40. Юрчук Ярослава Анатоліївна
41. Юрчук Павло Павлович
42. Юсик Андрій Романович
43. Юсипів Іван Романович
44. Юськевич Ольга Степанівна
45. Юханов Євген Георгійович
46. Юхименко Костянтин Юрійович
47. Юхименко Микола Васильович
48. Юхневич Роман Іванович[2]
49. Юць Богдан Володимирович
50. Юшкевич Максим Анатолійович
51. Юшко Віктор Васильович
52. Юшко Денис Павлович
53. Ющенко Владислав Валерійович
54. Ющенко Володимир Михайлович
55. Ющенко Дмитро Анатолійович
56. Ющенко Євген Вікторович
57. Ющенко Катерина Юріївна
58. Ющенко Олександр Миколайович
59. Ющенко Олександр Михайлович
60. Ющенко Олексій Анатолійович